# Maiorana Business Center
Maiorana Business Center - Hotel e Residence (em projeto) seria o edifício mais alto de Belém, no Pará, com 140 metros de altura e quarenta andares. Foi inicialmente projetado pelo arquiteto Carlos Bratke, no entanto a obra foi embargada. Desde então o posto de edifício mais alto de Belém ficou com o complexo das torres gêmeas Village Moon e Sun, ambas com 120 metros e 40 pavimentos. 